# Josette Spiaggia
 (juillet 2016).
Si vous disposez d'ouvrages ou d'articles de référence ou si vous connaissez des sites web de qualité traitant du thème abordé ici, merci de compléter l'article en donnant les références utiles à sa vérifiabilité et en les liant à la section « Notes et références ».
Josette Spiaggia, née le 6 août 1939 à Alger (Algérie), est un professeur et artiste-peintre orientaliste français.
Elle vit actuellement[Quand ?] à Saint-Gilles dans le Gard.

## Biographie

### Enfance
Josette Spiaggia est née le 6 août 1939 à Alger à l’époque de l’Algérie française. Elle est la quatrième de cinq sœurs, son père Joseph étant artisan couturier. Elle connut durant son enfance deux guerres : les bombardements d'Alger pendant la Seconde Guerre mondiale et les événements (attentats, assassinats d'instituteurs...) durant la Guerre d'Algérie.
Les origines des Spiaggia : Trapani (Sicile) est le berceau de la famille Spiaggia. Le nom de famille trouve son origine dans les circonstances tragiques de la découverte de Salvatore Spiaggia (le sauveur de la plage, en italien), nouveau-né abandonné sur une plage de Trapani en 1873 et recueilli par l'assistance publique italienne qui lui donna ce nom à l'état-civil. Traditionnellement, Innocento est le nom que l'assistance publique italienne donnait aux enfants nés de parents inconnus, ce qui veut dire en français Innocent. Néanmoins, le jeune Salvatore reçut ce prénom en hommage à l'anonyme sauveur qui le recueillit et le confia à un orphelinat, et le nom de Spiaggia symbolisant le lieu où il fut trouvé, la plage. Salvatore Spiaggia devint marin pêcheur et épousa Giovanna De Grazia, de 3 ans sa cadette. Ils émigrèrent en Tunisie puis en Algérie française et eurent plusieurs enfants, parmi lesquels Joseph, né en 1909.

### Études
Jeune élève au groupe scolaire Lazerges, elle a pour professeur de dessin un dénommé Bénisti, qui repère ses talents pour le dessin et l'adresse aux Beaux-Arts avec une lettre de recommandation. Elle est admise avec dispense d'âge à l'École nationale des Beaux-Arts d'Alger en 1951, à l'âge de 12 ans. Elle y passe 4 ans à perfectionner son sens du dessin, du croquis et s'initier à la peinture, et participe aux ateliers de céramique orientale, de modelage et de gravure. Elle obtient en 1952 le premier prix de dessin à l'âge de 13 ans, ex-aequo avec le jeune Gérard Di-Maccio âgé d'un an de plus.
En 1955, elle intègre par concours l'École Normale d'institutrices d'Alger (promotion 55-59) (ENIEB), située sur la commune d'El-Biar et plus connue sous le nom d'École Normale d'institutrices de Ben-Aknoun. Elle est l'élève de Jar Durand. Âgée de 16 ans, elle est une des plus jeunes de sa promotion.

## Carrière enseignante
Sa carrière se distingue par deux particularités : la précocité (elle devient institutrice avant d'être majeure, prenant son premier poste à l'âge de 20 ans, à une époque où la majorité était fixée à 21 ans), et la longévité (elle termine sa carrière après 39 ans et 11 mois de services, alors que le taux plein de pension était à l'époque servi aux fonctionnaires au terme de 37,5 annuités.
Elle débute en 1959 comme institutrice à Blida puis à Liebert jusqu'en 1962, avant d'enseigner dans les Vosges après le rapatriement. Elle retourne enseigner en Algérie après l'indépendance, au titre de la coopération, de 1969 à 1972, puis en Allemagne à Trèves de 1972 à 1975. PEGC de 1978 à 1984, puis professeur-correcteur de biologie au CNED jusqu'en 1991, elle termine sa carrière comme professeur-documentaliste en 1999.

## Carrière artistique

### Peinture civile
Peintre orientaliste « née au pays », elle devient par la suite spécialiste de l’armée d’Afrique. La trilogie guerrier-femme-coursier domine son œuvre.

### Peinture militaire
Elle expose au Salon des Poilus d'Orient à Epinal en 1965 et présente ses œuvres et visages d'Algérie Française, puis réalise une sculpture de scène équestre en fer forgé au bénéfice du 7e régiment de tirailleurs algériens d'Épinal en 1967. Elle expose au 40e salon national de peinture et de sculpture des armées à Paris, à l'Orangerie du jardin du Palais du Luxembourg, en 1989. Elle dédie une peinture au capitaine de spahis Laïfa Attaf. Josette Spiaggia a exposé ses œuvres au salon national des peintres de l'Armée (1995, 1997, 2001).
À l'occasion du cinquantième de la fin de la présence française en Algérie, et au sein du Musée de la Cavalerie de Saumur, elle expose ses œuvres orientalistes lors du Carrousel de Saumur de 2012, placé sous le thème de la Cavalerie d'Afrique.
À l'occasion du cent-cinquantenaire de la bataille de Camerone, en 2013, elle participe à l'exposition Légionnaire, qui es-tu ? organisée par le 1er REG, dont elle est réserviste citoyenne en qualité de peintre aux Armées,.
 Œuvres acquises par des régiments de l'Armée de Terre 
- Le 7e RTA d'Epinal (devenu depuis le 1er RT) a acquis une œuvre en fer forgé représentant une scène équestre pour décorer la salle du repas du mess des officiers
- Le 1er REG de Laudun a acquis l'aquarelle Flamme de Baalbek[10] pour décorer sa salle des traditions.

### Prix
- Grand Prix d'Honneur de Béziers, 1988
- Grand Prix International de Nice, 1988
- Grand Prix de la Baie des Anges, 1988
- Prix du Salon International de Vittel, 1988
- Prix du Salon International de Nancy, 1988
- Grand Prix International de Nice, 1989
- Prix du 17e salon régional de peinture et de sculpture des Armées de la zone de défense Sud-Est, Nîmes, 1992
- Diplôme d'honneur du 14e Salon des artistes Rapatriés, Antibes, 1992
- Diplôme d'honneur du 15e Salon des artistes Rapatriés, Antibes, 1993
- 2e prix du Salon d'Aix-en-Provence, 1995
- 3e prix de l'exposition « Biou'Art », Caissargues, 2000

## Décorations
- Chevalier de l'ordre national du Mérite (promotion du 14 novembre 2011)[11]

Sa nomination dans l'ordre du mérite, qui distingue « 54 ans de services civils » en qualité de professeur et artiste-peintre orientaliste, fait suite à une proposition d'initiative citoyenne.
- Chevalier de l'Ordre des Palmes Académiques (promotion du 14 juillet 2012, décret du 9 octobre 2012)